# Giampiero Cotti Cometti
Giampiero Cotti Cometti (Lovere, 11 gennaio 1935 – Milano, 31 dicembre 2009) è stato un geografo italiano di impostazione marxista, orientato allo studio dei problemi del Terzo Mondo e della montagna.

## Biografia
Assistente ordinario presso l'Università di Roma, incaricato a Trieste, è diventato professore ordinario di Geografia presso l'Università di Torino nel 1976, mantenendo la cattedra fino alla sua morte nel 2009.
Ha fatto conoscere in Italia quello che riteneva essere il livello più  avanzato della ricerca e dell'insegnamento della geografia, traducendo personalmente dal russo e pubblicando molti testi e manuali geografici dell'Accademia delle Scienze dell'URSS. 
Per mettere a disposizione degli aspiranti geografi un valido strumento di iniziazione e di lavoro sia per la ricerca che per l'insegnamento della geografia, ha fondato la casa editrice Cesviet.
Giornalista pubblicista, ha scritto numerosi articoli per la 'Pagina della Scienza' del Corriere della Sera (1964-1965).
È l'autore delle voci Asia, Sahara, Birmania, Cambogia, Laos e Thailandia dell'Enciclopedia Treccani, Appendice IV.

## Opere

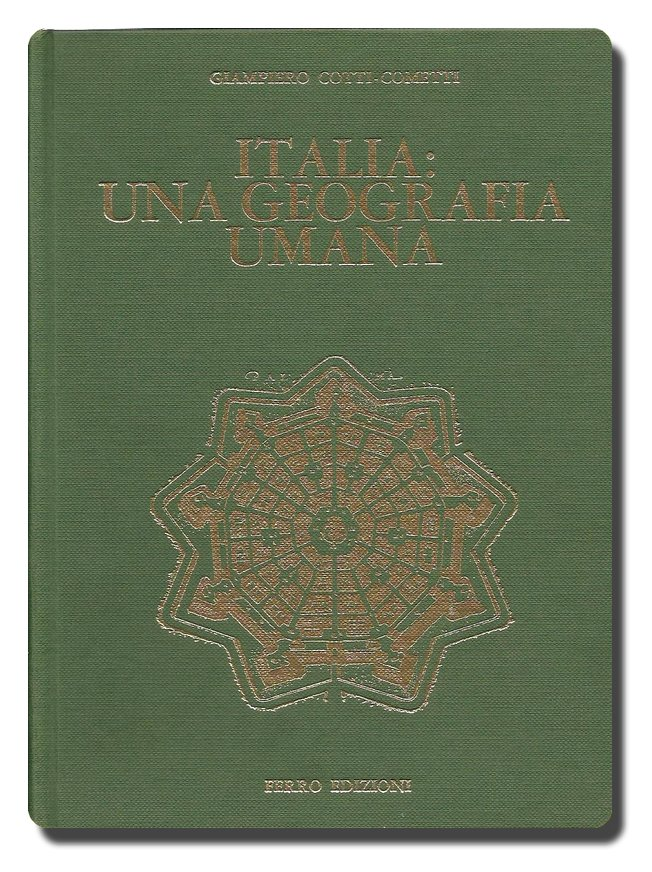
Italia: Una geografia umana, Ferro Edizioni, Milano, 1970, 484 pp.

- Problemi di geografia del Terzo Mondo, ESI, Napoli, 1967, 364 pp.
- Archivio per il Vietnam, Sapere, Milano, 1969, 320 pp. e carta geografica
- Italia: una geografia umana, Ferro, Milano, 1970, 484 pp.
- Appunti sul porto di Sao Luis do Maranhao, Cesviet, Milano, 1973, 124 pp.
- Giordania. Una presentazione geografica, Cesviet, Milano, 1979, 120 pp.
- L'autostrada di Valle Camonica (in appendice: schizzo della Valle Camonica), Cesviet, Milano, 1979, 166 pp. e app.
- Alcune cose sulla geografia, Cesviet, Milano, 1988, 354 pp.

Volumi di interesse geografico tradotti
- Phoumi Vongvichit,  Archivio per il Laos, Cesviet, Roma, 1970, 79 pp. e carta geografica
- P. George & altri,  Dizionario della geografia – parte 1°: Geografia umana , Cesviet, Roma, 1971, 255 pp.
- Ju.G. Sauskin,  Introduzione alla geografia umana, Cesviet, Roma, 1972, 536 pp.  (dal russo)
- D.I. Valentej (a cura di),  Introduzione alla scienza della popolazione, Cesviet, Roma, 1972, 433 pp. (dal russo)
- Istituto di Geografia dell'Accademia delle Scienze dell'URSS,  L'uomo, la società e l'ambiente, Cesviet, Milano, 1977, 398 pp. (dal russo)
- A.M. Rjabcikov,  La geosfera. Struttura, dinamica, sviluppo naturale e modificazioni apportate dall'uomo, Cesviet, Milano, 1979, 230 pp. (dal russo)

Pubblicazioni su giornali e riviste di divulgazione scientifica
- Corriere della sera (Pagina della Scienza) (1964/1965)
- Sapere (1964/1966)
- La geografia nelle scuole (1968/1971)
- Terzo Mondo (1973/1974)
- Quaderni contro 1, Rapporto Mc Namara - Libro bianco della Repubblica Democratica del Vietnam, Cluet, Trieste, 1971